# Maurice Conrad

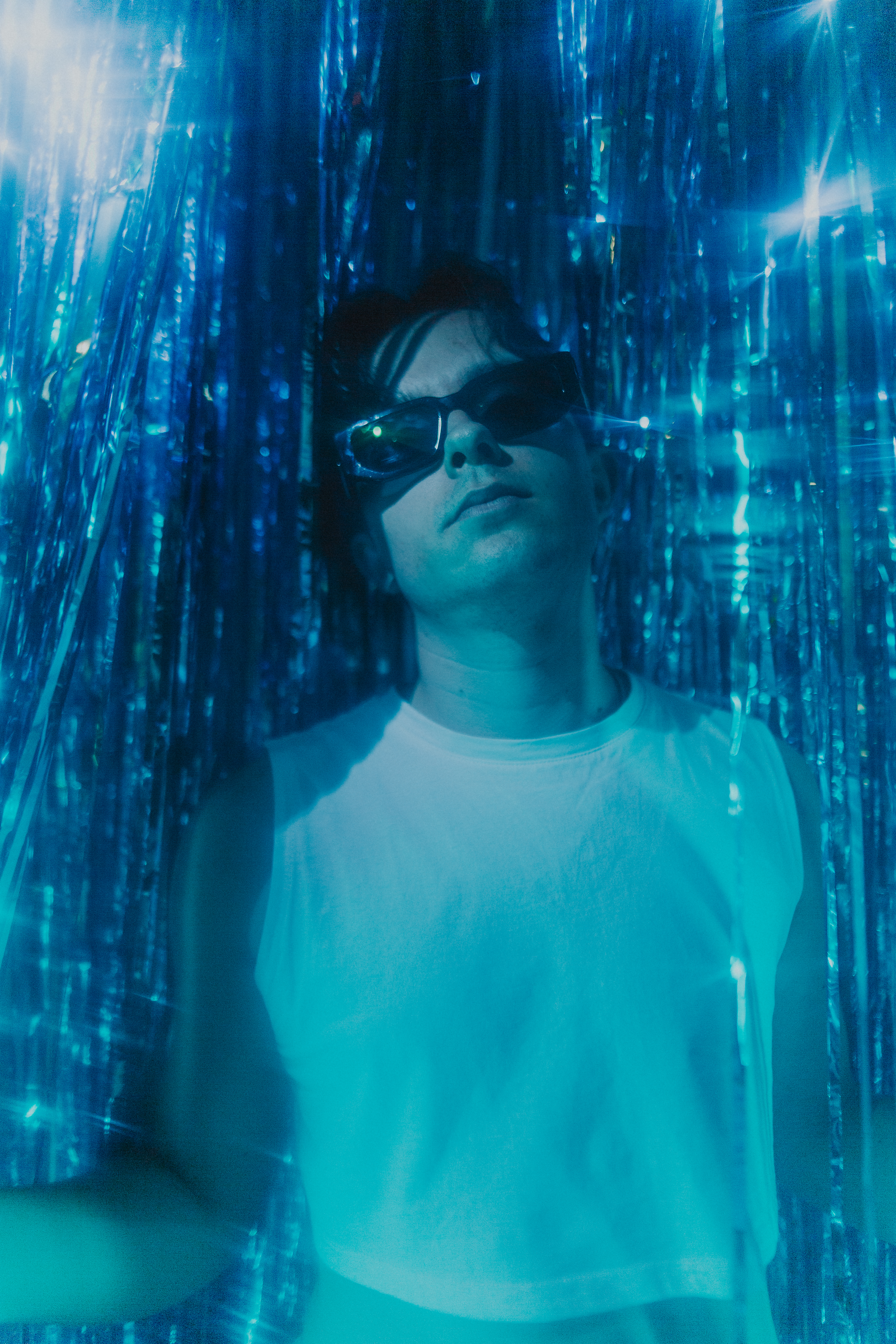
Maurice Conrad, 2024

Elya Maurice Conrad (* 17. April 2000 in Mainz) ist eine deutsche nichtbinäre Person, die musikalisch im Bereich Deutschrap und gesellschaftlich im Bereich Klimaschutzaktivismus und Politik (Bündnis 90/Die Grünen, ehem. Piratenpartei, Klimaliste RLP) tätig ist. Zuvor initiierte Conrad die Fridays-for-Future-Bewegung in Mainz und führte die Wahlliste der Klimaliste RLP zur rheinland-pfälzischen Landtagswahl 2021 an.

## Leben
Conrad wurde in Mainz geboren und wuchs im Ortsteil Gonsenheim auf, besuchte das Frauenlob-Gymnasium und bestand dort im Juni 2019 das Abitur. Während der Schulzeit engagierte sich Conrad bei der Seebrücke und trat 2017 der Piratenpartei bei. Dort wurde Conrad Bundesthemenbeauftragter für Umwelt, Klima und Tierschutz sowie Mitglied des Landesvorstands der Piratenpartei Rheinland-Pfalz. Von 26. Mai 2019 bis Juni 2024 war Maurice Conrad das bisher jüngste Ratsmitglied des Mainzer Stadtrates und hatte den Fraktionsvorsitz der Piraten-und-Volt-Fraktion im Rat inne. Im Mai 2020 gab Conrad den Austritt aus der Piratenpartei bekannt, blieb aber Mitglied der Fraktion im Mainzer Stadtrat. Bei der Landtagswahl in Rheinland-Pfalz 2021 führte Conrad die Wahlliste der Klimaliste RLP an, die jedoch kein Mandat errang. Am 25. Juli 2023 schloss sich Conrad Bündnis 90/Die Grünen an.
Zum Wintersemester 2020 begann Conrad ein Informatikstudium an der Universität Mainz.
Conrad lebt offen bisexuell und outete sich 2022 als nichtbinär.

## Politik
Conrad war auf unterschiedlichen Ebenen für die Bewegung Fridays for Future und die Wählervereinigung Klimaliste RLP aktiv. Größere Bekanntheit erlangte Conrad hierbei durch einige über soziale Netzwerke stark verbreitete Reden auf Großdemonstrationen in Berlin, Aachen und Mainz. Am 29. November 2019 trat Conrad beim vierten internationalen Klimastreik von Fridays for Future in Berlin als Auftaktredner auf.
Seit Februar 2023 schreibt Conrad alle vier Wochen die Kolumne Änder Studies in der Wochentaz.

## Musik
Seit 2023 ist Maurice Conrad als Rapper aktiv, um queere Themen sichtbar zu machen. Nachdem ein AfD-Kandidat im Juli 2023 in Sonneberg die Landratswahl gewonnen hatte, veröffentlichte Conrad mit Bruneau den Song CSD in Sonneberg. Im Sommer 2024 fand daraufhin zum ersten Mal ein CSD in Sonneberg statt, bei dem auch Conrad auftrat.
Conrad trat 2024 auf der Fusion, dem CSD München und der Zürich Pride auf. Gemeinsam mit Bruneau und dem Musiker Mondmann war Conrad Teil des Musikprogramms einer der Demonstrationen gegen Rechtsextremismus Anfang Januar 2024 auf der Münchener Theresienwiese mit etwa 100.000 Zuschauern.

## Veröffentlichungen
- Wir streiken bis ihr handelt! Wie Fridays For Future der Politik Beine macht. Westend Verlag, Frankfurt 2022, ISBN 978-3-86489-356-8.
- Musik Singles:
  - Männersex (2023)
  - Grottenholm Drip (2023)
  - Homosexuell (2023)
  - CSD in Sonneberg (2023)
  - SWAG (2023)
  - Was ich hab (2023)
  - SUV (2023)
  - kleingekriegt feat. Hitzefrei & alleskleinundzusammen (2023)
  - Instagram DM feat. Aufmischen (2024)
  - Nicht von hier (2024)